# Чалишир, Андре
Андре Чалишир (швед. André Calisir, арм. Անդրե Ջեկ Կալիսիր; род. 13 июня 1990, Стокгольм) — армянский и шведский футболист, защитник клуба «Броммапойкарна» и сборной Армении.

## Клубная карьера
Дебютировал в чемпионате Швеции 9 мая 2010 года в матче с «Эребру», в котором вышел на замену на 59-й минуте вместо Юсифа Аюбы. По ходу сезона 2011 был отдан в аренду в клуб второго дивизиона «Йёнчёпингс Сёдра». По окончании аренды подписал с клубом полноценный контракт. В 2015 году «Йёнчёпингс» стал победителем второго дивизиона и вышел в высшую лигу. По итогам сезона 2017 клуб вернулся во второй дивизион, уступив в стыковых матчах, а сам игрок покинул клуб и перешёл в «Гётеборг».

## Карьера в сборной
В начале карьеры Чалишир выступал за сборную Швеции до 19 лет.
В мае 2018 года впервые был вызван в сборную Армении на товарищеские матчи с командами Мальты и Молдавии. 4 июня дебютировал за сборную, отыграв весь матч против Молдавии.